# Brúarfoss
Brúarfoss (in lingua islandese: cascata del ponte) è una cascata situata nella regione del Suðurland, la parte meridionale dell'Islanda.

## Descrizione
Brúarfoss è situata lungo il corso del fiume Brúará, il fiume del ponte, che qui forma una cascata suddivisa in due balzi di 3 e 2 metri, per un totale di 5 metri di caduta che terminano formando un percorso a U. L'acqua del fiume è solitamente molto chiara e di colore bluastro. A valle della cascata c'è una passerella pedonale che permette di attraversare il fiume.

## Accesso
Per arrivare alla cascata occorre partire dalla Hringvegur, la grande strada ad anello che contorna l'intera isola, seguendola fino a Mosfellsbær. Di qui si prende la strada S36 per Þingvellir, poi la strada 365 per Laugarvatn e infine la strada S37 Laugarvatnsvegur in direzione nord verso Geysir. Dopo circa 3 km, si attraversa la strada 355 e quindi il fiume Brúará. Qui c'è una piazzola di sosta. Risalendo il corso del fiume, prima di arrivare alla Brúarfoss, si incontrano le cascate Miðfoss e Hlauptungufoss. Il percorso totale richiede circa 45 minuti e ha una lunghezza di 4 km.

## Leggende
Si racconta che nei pressi della Brúarfoss, a circa 3 km a nord dell'attuale ponte, ci fosse un arco naturale in pietra sul fiume Brúará, che per questo è stato chiamato il fiume del ponte. Nel 1602, durante una grave carestia, l'amministratore della diocesi di Skálholt avrebbe dato ordine di distruggere il ponte naturale per impedire l'accesso alla chiesa ai mendicanti che venivano a chiedere l'elemosina e cibo. Poco dopo tuttavia l'uomo fu trovato annegato nel fiume.